# Pelecopsis medusoides
Pelecopsis medusoides är en spindelart som beskrevs av Rudy Jocqué 1984. Pelecopsis medusoides ingår i släktet Pelecopsis och familjen täckvävarspindlar. Inga underarter finns listade i Catalogue of Life.